# Calamaria schlegeli
Calamaria schlegeli — вид змій родини полозових (Colubridae). Мешкає в Південно-Східній Азії. Вид названий на честь німецького герпетолога Германа Шлегеля.

## Поширення і екологія
Calamaria schlegeli мешкають на Малайському півострові, на Суматрі, Яві, Балі і Калімантані, а також на сусідніх островах. Вони живуть у вологих рівнинних і гірських тропічних лісах та на полях.